# Блинки
Блинки — деревня в Невельском муниципальном округе Псковской области России. Численность населения деревни в 2010 году составляла 10 жителей.

## География
Деревня находится в южной части Псковской области, в зоне хвойно-широколиственных лесов, при автодороге Р23, к северо-западу от озера Езерище, на расстоянии примерно 12 километров (по прямой) к юго-юго-востоку (SSE) от города Невеля, административного центра округа.

### Климат
Климат характеризуется как умеренно континентальный, с продолжительной снежной зимой и относительно коротким тёплым летом. Среднегодовая температура воздуха — 4,4 °С. Средняя многолетняя температура самого холодного месяца (января) составляет −8 °С, средняя температура самого тёплого (июля) — +17,4°С. Среднегодовое количество осадков — 554 мм. Снежный покров держится в течение 100—105 дней.

### Часовой пояс
Деревня Блинки, как и вся Псковская область, находится в часовой зоне МСК (московское время). Смещение применяемого времени относительно UTC составляет +3:00.

## История
В 1941— 1944 годах деревня находилась под нацистской оккупацией.
С 26 января 1995 года по 11 апреля 2015 года деревня входила в состав ныне упразднённого сельского поселения «Лобковская волость».
До 2023 года входила в состав сельского поселения «Артёмовская волость» до его упразднения.

## Население
| 2001 | 2002 | 2010 |
| ---- | ---- | ---- |
| 12   | ↘11  | ↘10  |

Численность населения деревни составляет на 2001 год 12 человек, по переписи 2002 года — 11 человек, на 2010 год — 10 человек.
Национальный состав
Согласно результатам переписи 2002 года, в национальной структуре населения русские составляли 100 % от 11 жителей:
с
| Национальность | Численность, чел. | Доля |
| -------------- | ----------------- | ---- |
| Русские        | 11                | 100% |
| Итого          | 11                | 100% |